# 2-idrossichinolina 5,6-diossigenasi
La 2-idrossichinolina 5,6-diossigenasi è un enzima appartenente alla classe delle ossidoreduttasi, che catalizza la seguente reazione:
chinolin-2-olo + NADH + H+ + O2 ⇄ 2,5,6-triidrossi-5,6-diidrochinolina + NAD+
Il 3-metilchinolin-2-olo, il chinolin-8-olo ed il chinolin-2,8-diolo sono anch'essi substrati.